# Fatehgarh Sahib
Fatehgarh Sahib est une ville indienne située dans le district de Fatehgarh Sahib dans l’État du Pendjab. En 2001, sa population était de 50 788 habitants.

## Source de la traduction
- (en) Cet article est partiellement ou en totalité issu de l’article de Wikipédia en anglais intitulé « Fatehgarh Sahib » (voir la liste des auteurs).